# پاتاگونیا

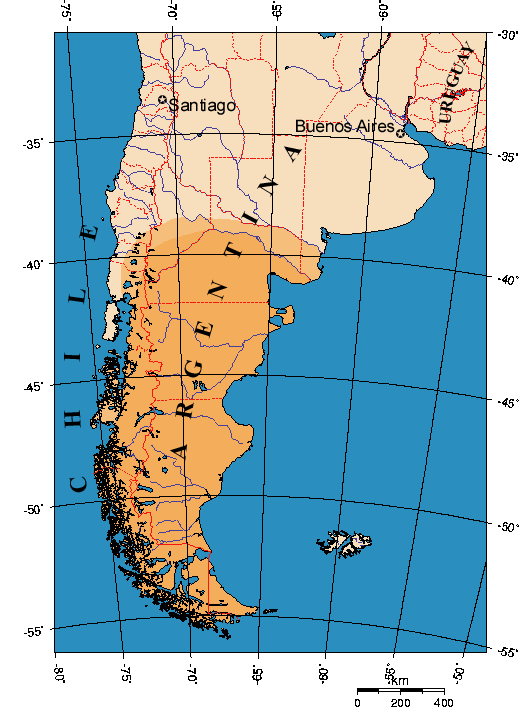
پاتاگونیا (به‌رنگ نارنجی).

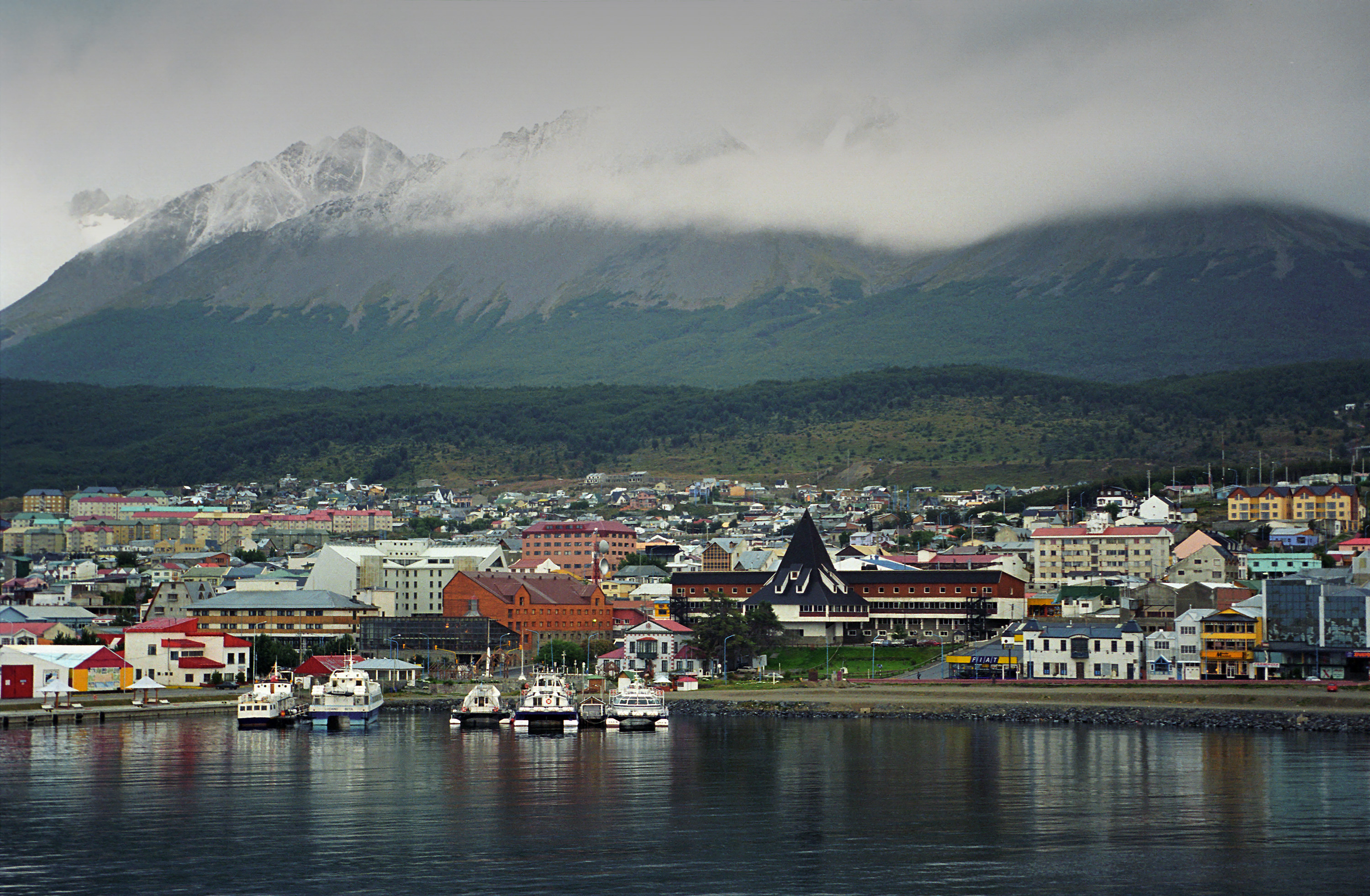
باریلوچه

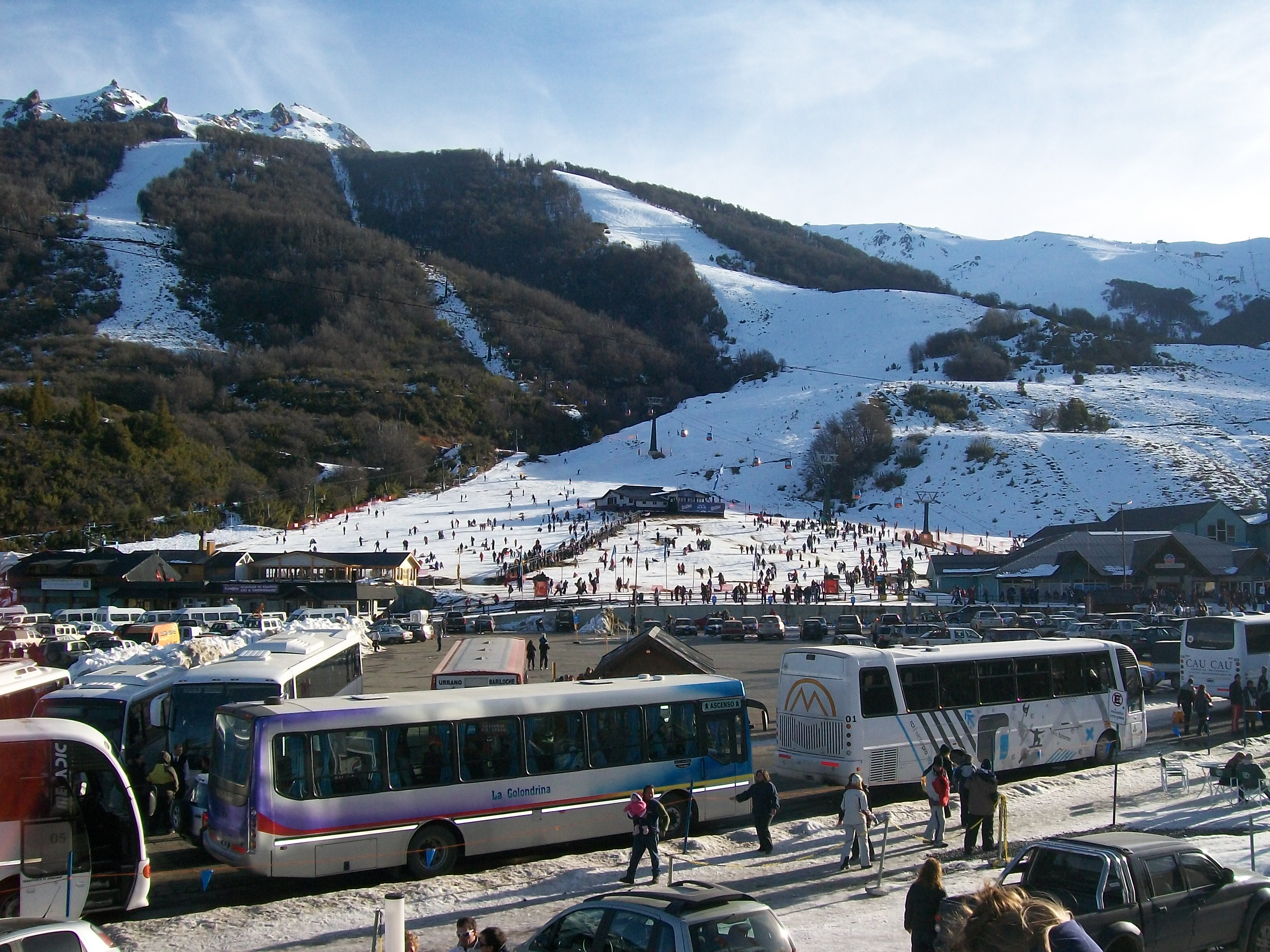
باریلوچه

پاتاگونیا (به انگلیسی: Patagonia) نام بخش بزرگی از آمریکای جنوبی است که دربرگیرنده بخش‌های جنوبی آرژانتین و شیلی است. پاتاگونیا از سوی باختر (غرب) و جنوب به رشته‌کوه آند و از سوی خاور (شرق) به دشت‌های پست محدود می‌شود.
در شمال آن هم رودخانه‌های نئوکوئن و کلرادو قرار دارند.
جمعیت این ناحیه برابر سرشماری سال ۲۰۰۱ برابر با ۱۷۴۰۰۰۰ نفر اعلام شده و مساحت آن با به‌شمار آوردن تیرا دل فوئگو (سرزمین آتش)  یک میلیون و چهل و سه هزار کیلومتر مربع است.

## تاریخچه
کاوشگر پرتغالی فردیناند ماژلان اولین اروپایی بود که در سال ۱۵۲۰ از پاتاگونیا بازدید کرد. به گفته آنتونیو پیگافتا، که اکتشافات ماژلان را نوشت، ماژلان این منطقه را «پاتاگائو» نامید. پیگافتا در گزارش خود این‌گونه نوشت که «افراد غول‌پیکری» در آنجا دیده شدند؛ بنابراین باور بر این است که نام پاتاگونیا معنایی شبیه به «سرزمین پاهای بزرگ» دارد. ماجراجویان هلندی، انگلیسی و اسپانیایی مسیر ماژلان را در سال‌های بعد دنبال کردند. در سال ۱۶۱۶ ویلم کورنلیس‌زون اسخاوتن، کاوشگر هلندی، جنوبی‌ترین نقطه شیلی را به نام زادگاهش هورن، دماغه هورن نامید.

## نگارخانه

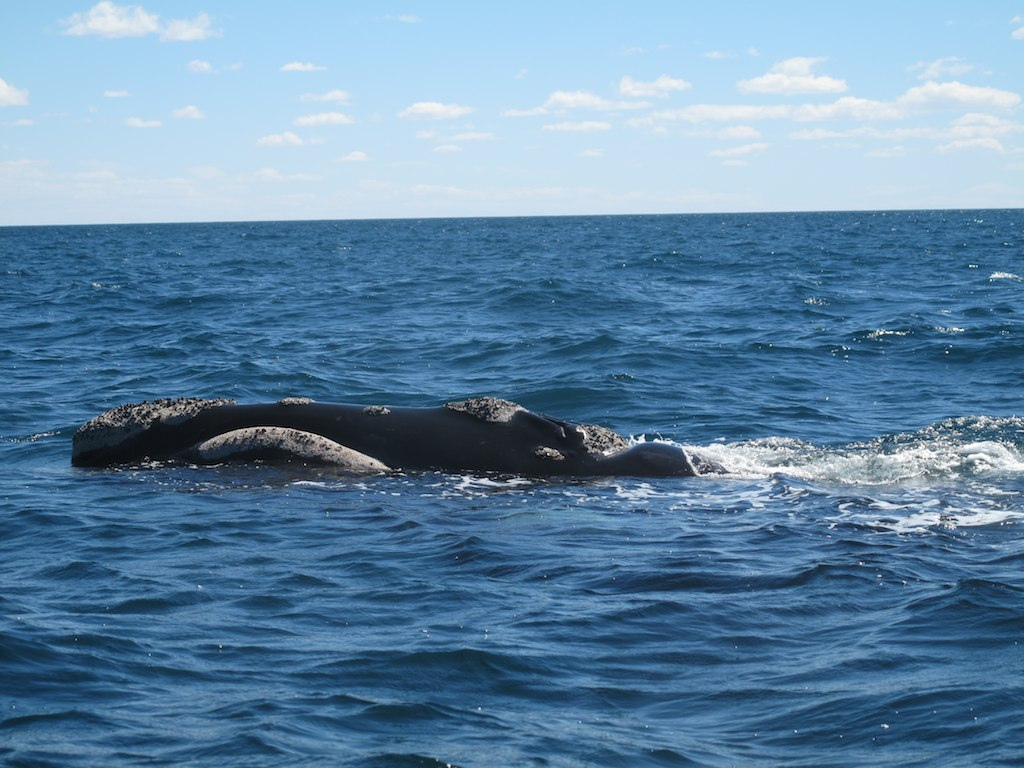
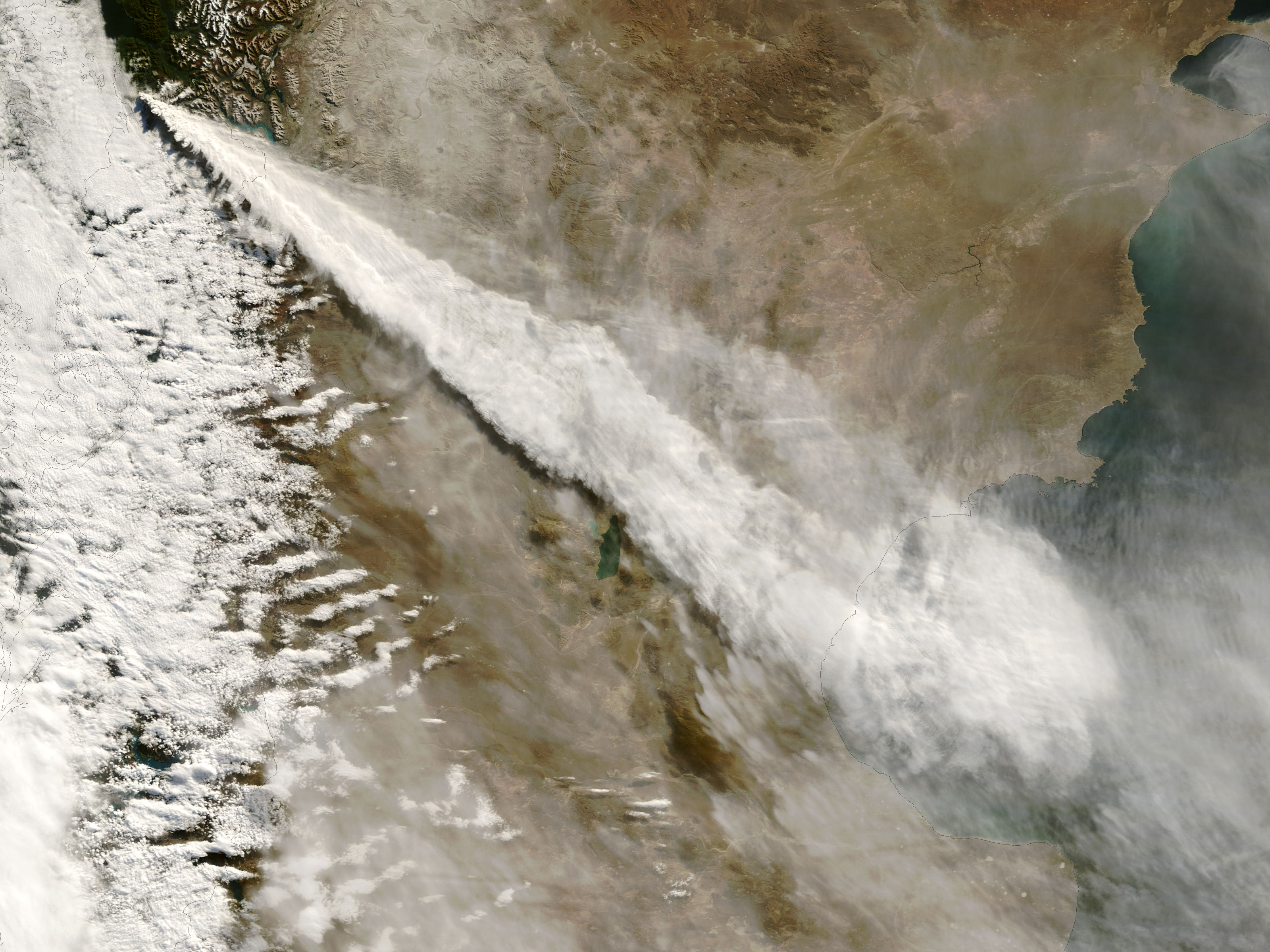
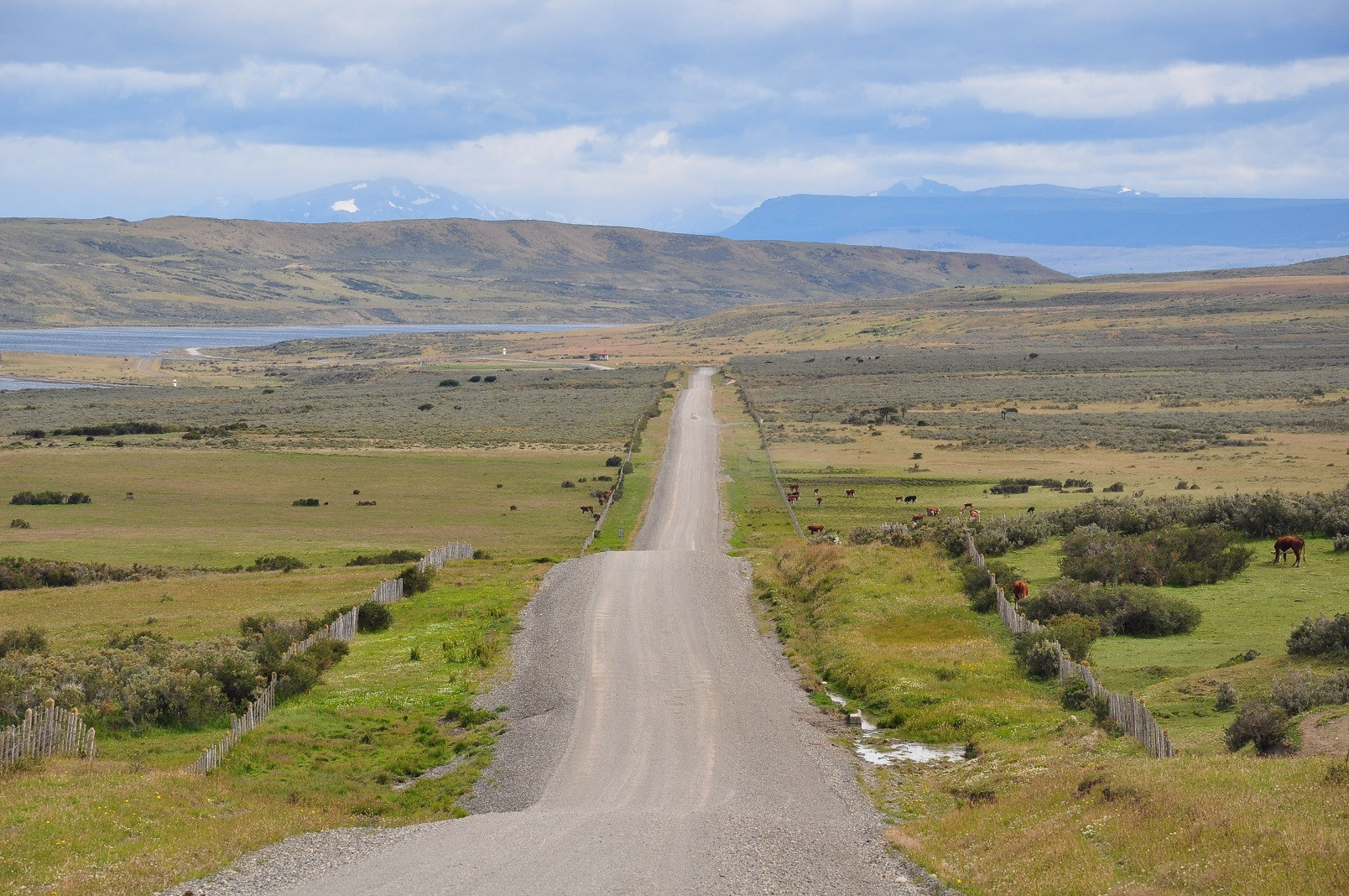
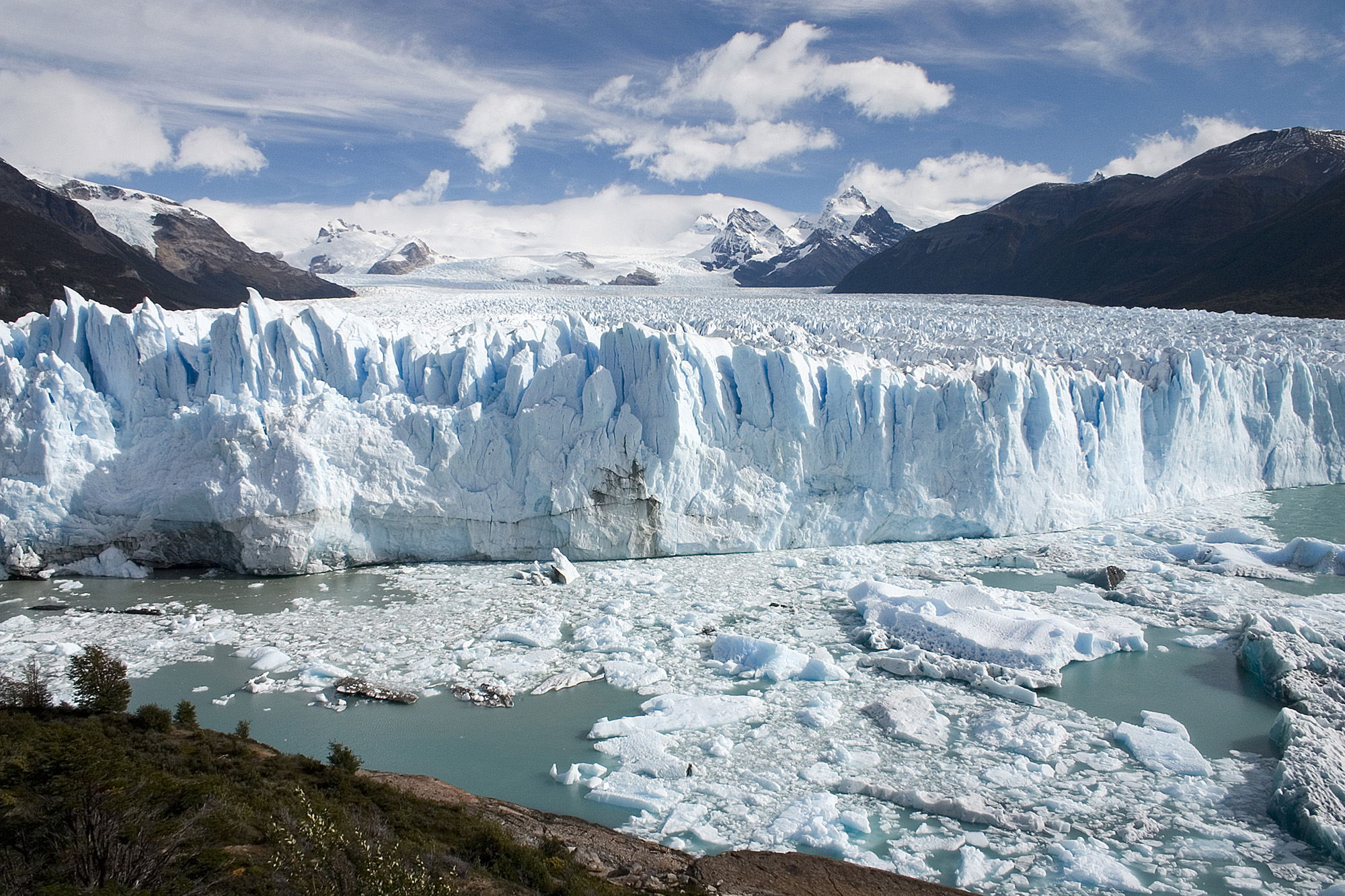
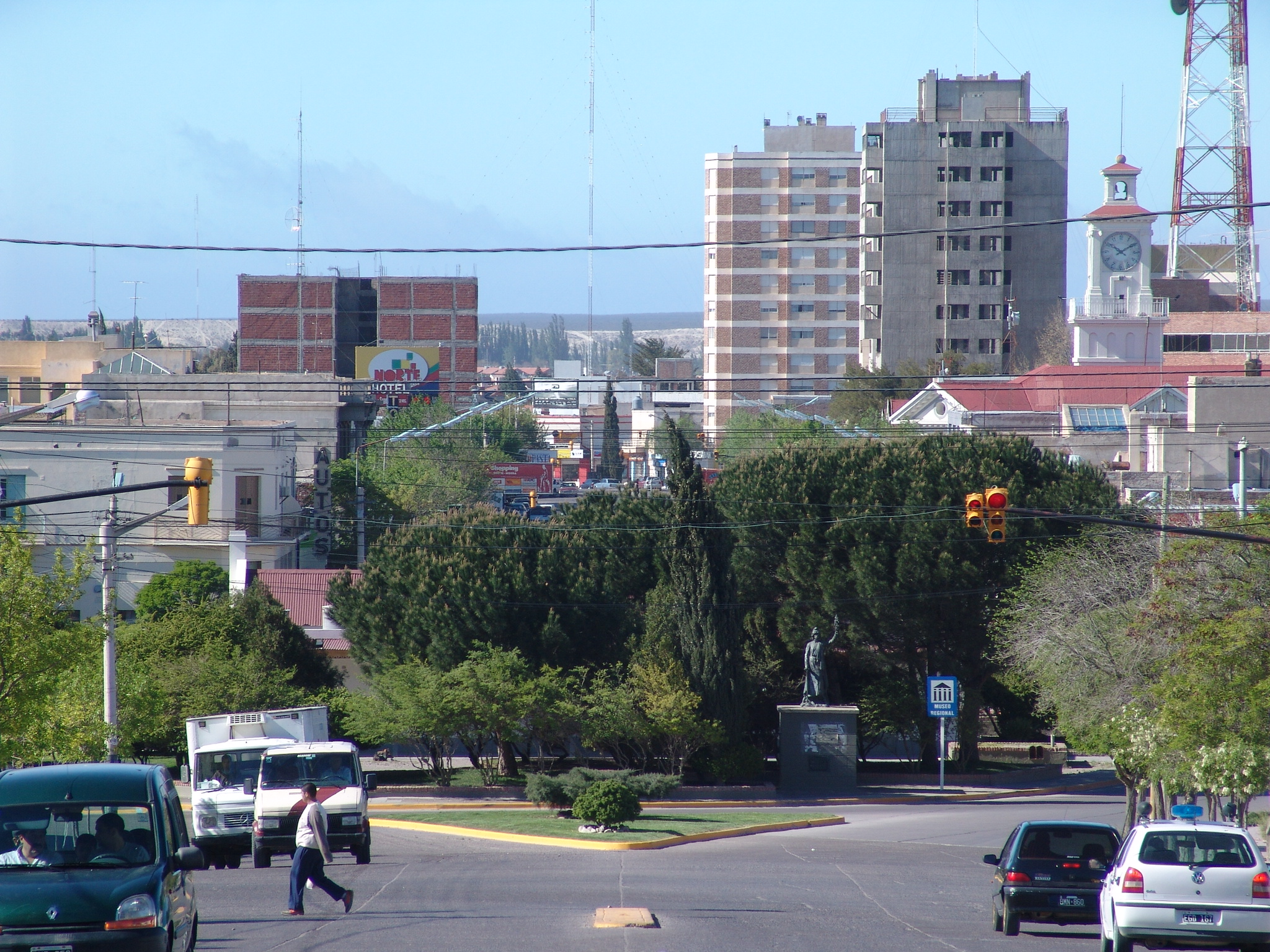